# Den russisk-persiske krig (1722-1723)
Den russisk-persiske krig 1722–1723 (i Rusland kaldet Peter den Stores persiske felttog,) var en krig mellem Det russiske kejserrige og Safavideriget udløst af zarens ønske om at ekspandere den russiske indflydelse til områderne omkring det Kaspiske Hav og i Kaukasus samt at forhindre den russiske rival, Det Osmanniske Rige, i at opnå erobring af territorium i regionen fra det kollapsende Safaviderige.
Krigen førte til, at Rusland overtog Safaviderigets besiddelser i det nordlige og sydlige Kaukasus (Transkaukasien) herunder byerne Derbent (i det sydlige Dagestan) og Baku og territorier i det område, der i dag udgør det nordlige Iran, .
De erobrede territorier forblev på russiske hænder i ca. 10 år indtil de ved Resht- og Ganja-traktaterne blev returneret til Persien i 1732 og 1735.

## Baggrund
Før krigen løb den russiske sydlige grænse i Kaukasus ved floden Terek. Syd for grænsen var Kaukasus-khanatet, der var vasal til Safavideriget. Den overordnede årsag til krigen var Ruslands ønske om ekspansion mod Kaukasus mod områderne ved den sydlige den af det Kaspiske Hav samt Safaviderigets tiltagende kollaps.
Den formelle årsag til krigen var de uroligheder, der opstod i Safavideriget i 1721, da oprørske lezginere hærgede områderne syd for grænsen og også påførte de mange russiske handelsfolk, der boede i området, stor skade.  Safaviderigets hovedstad Isfahan var samtidig under belejring af andre oprørske stammer. Den russiske ambassadør i Safavideriget orienterede den russiske zar, Peter den Store om overgrebene på russerne i området og understregede, at angrebene var en krænkelse af den russisk-persiske handelstraktat fra 1717, hvori Safavideriget har forpligtet sig til at sørge for beskyttelse af russiske handelsfolk i riget. Med Safavideriget i opløsning og uden evne til at opfylde forpligtelserne i traktaten opfordrede ambassadøren zaren til at genoprette orden i Safavideriget som allieret med Safaviderigets konge. Rusland benyttede da også angrebene på de russiske handelsfolk som begrundelse for at gå ind i krigen.

## Krigens forløb
Peter den Store samlede en hær på over 100.000 mand bestående af russere, kosakker, tatarer og kalmukker og arrangerede en flådestyrke i Astrakhan ved det Kaspiske Hav.
Peter den Store rejste med sin flåde fra Astrakhan mod Derbent samtidig med at landstyrkerne drog sydpå. Han blev på vejen sydpå modtaget i Tarki af den lokale hersker og hyldet som befrier. Han drog videre sydpå over et område, der var regeret af sultanen af Utemish. De udsendte repræsentanter som Peter den Store havde sendt til sultanens hof blev tilfangetaget og henrettet, og sultanen samlede en hær på 16.000 mand til at hindre Peters fremrykning. Sultanens hær kæmpede hårdt i det bjergrige område, men blev nedkæmpet. Peter den Store nedbrændte Utemish og hængte alle fanger som hævn over henrettelserne af sine udsendinge. Da Khanen i Derbent hørte om sultanens nederlag, overlod han Peter nøglerne til byen den 23. august. Derbent ligger på et smalt stykke ved kysten og anses som den nordlige indgang til Iran. Mens Peter opholdt sig i Derbent, fik han meddelelse om, at flådens skibe var blevet fanget i en storm, og at de fleste af forsyningerne var gået tabt. Da det ikke var muligt at skaffe flere forsyninger på den tid af året, efterlod han en større styrke i Derbent og vendte selv tilbage til Astrakhan, hvorfra han drog til Moskva, hvor han blev hyldet som sejrherre i december.
Forinden Peter den Store forlod Astrakhan sendte han to bataljoner mod syd for at indtage Rasht i den sydvestlige del af det Kaspiske Hav. Det lykkedes russerne i marts 1723 at indtage byen. Efter en længere belejring lykkedes det i juni russerne at indtage Baku, og herefter Sjirvan og herefter tre persiske provinser ved det Kaspiske havs sydkyst.
Den 12. september (23. september efter den gregorianske kalender) 1723 indgik russerne og safaviderne en traktat, hvorefter russerne påtog sig at drive de invaderende afghanere ud af Safavideriget og at genindsætte shah Tahmasp på tronen mod til gengæld, at russerne kunne beholde de erobrede områder. Zarens udsending, fyrst Mesjerskij blev sendt til Iran for at opnå en ratifikation af traktaten, hvilket var tæt på at koste ham livet. En formel afslutning fandt dog sted ved Sankt Petersborg-traktaten i 1723, der anerkendte russernes anneksion af områderne ved det vestlige og sydlige Kaspiske hav. Ved Konstantinopel-traktaten året efter anerkendte Rusland osmannernes erobringer i den vestlige del af Safavideriget, hvilket i praksis betød, at Kaukasus nu var opdelt i to dele; en vestlig del kontrolleret at Osmannerne og en østlig del kontrolleret af Det russiske kejserrige. Krigen havde været en succes for russerne, men man havde lidt store tab blandt tropperne, primært grundet sygdomme.

## Efterspil
Krigen havde påført begge parter store tab. Persien havde tabt store dele af sit territorium, og Rusland havde lidt betydelige tab under krigsførelsen. Af de 61.039 mand i den russiske hær, omkom 36.663, de fleste af sygdom.
Peter den Store var fast besluttet på at beholde sine erobringer mod syd, men var bekymret over den russernes udsatte position i områderne. Han beordrede derfor opførelse af fæstninger i områderne og opfordrede armeniere og andre kristne til at bosætte sig i de erobrede områder. Peter den Store døde i 1725 og blev afløst af zarer med mindre ambitionsniveau i forhold til erobringerne i området.
I Iran lykkedes det den persiske leder Nader Shah at fordrive de invaderende afghanere og at genetablere en persisk stat. Nader Shah var en dygtig hærfører og Rusland ønskede ikke en konfrontation med ham. Nader Shah havde i 1730 indledt krig mod Det Osmanniske Rige for at generobre de områder, der var tabt til osmannerne. I 1732 indgik den russiske regering under Anna Ioannovna en traktat, Resht-traktaten, hvorved russerne indgik en alliance med perserne mod osmanner og samtidig accepterede at trække sig tilbage fra iransk territorium, ca. til den nuværende iranske grænse. Ved Ganja-traktaten i 1735 trak russerne sig yderligere tilbage den den tidligere grænse ved floden Terek, og perserne opnåede således atter kontrol med de områder, som Peter den Store havde erobret.
For georgierne, der havde støttet Peter den Stores felttog, blev konsekvenserne alvorlige. Vakhtang 6 af Kartli i det østlige Georgien mistede sin trone og måtte søge beskyttelse ved det russiske hof i 1724. I det vestlige Georgien måtte Alexander 5. af Imereti acceptere yderligere osmannisk indflydelse.